# Jednooki zrcalni fotoparat
Jednooki zrcalni fotoaparat, poznatiji pod nazivom SLR (kratica iz engleskog jezika za Single-lens reflex), je vrsta fotoaparata koja je danas najpopularnija kod fotoreportera i naprednih fotografa amatera.
Jednooki zrcalni fotoaparati koriste poluautomatsko zrcalo i pentaprizmu (ili pentazrcalo) da bi omogućili fotografu da vide točno ono što će biti zabilježeno na fotografiji. Fotoaparati koji ne koriste ovakav sustav prikaza slike u tražilu mogu pokazivati značajno drugačiju sliku nego što će biti zabilježena na fotografiji.
Prvi SLR fotoaparati pojavili su se krajem 80ih godina 19. stoljeća u fotoaparatima velikog formata. Prvi SLR za 35 mm format koji se pojavio na tržištu je bio sovjetski Спорт (“Sport”) koji se pojavio 1937. godine. Prvi SLR s tražiocem u razini oka bio je fotoaparat Duflex kojeg je konstruirao Mađar Jenő Dulovits 1943. godine. Duflex je u masovnu proizvodnju krenuo 1948. godine.
Japanski proizvođači su prihvatili koncept SLR fotoaparata i dalje ga razvijali. Tvrtka Asahi je 1952. razvila Asahiflex, a 1954. Asahiflex IIB. Fotoaparat Asahi Pentax iz 1957. godine je prvi uveo pentaprizmu i polugu za pomicanje filma na desnoj strani. Ostali japanski proizvođači fotoopreme, Nikon, Canon i Yashica su svoje prve SLR fotoaparate predstavili 1959. godine.

### Konstrukcija jednookih zrcalnih fotoaparata
Osnovna konstrukcija SLR fotoaparata se može vidjeti na dijagramu desno.
Princip rada takvog fotoaparata je sljedeći:
Svjetlost ulazi u fotoaparat kroz objektiv (1) i dolazi do zrcala (2) koje se nalazi u spuštenom položaju. Zatvarač (3) je smješten ispred ravnine filma ili digitalnog senzora (4). Ekran za ručno izoštravanje (5) se nalazi ispod sakupljajuće leće (6). Iznad sakupljajuće leće se nalazi pentaprizma (7) koja sliku lomi i šalje prema leći tražioca (8). U trenutku okidanja fotoaparata podiže se zrcalo i tada svjetlost prolazi kroz zatvarač i pada na film ili senzor.
Većina SLR fotoaparata koristi pentaprizmu ili penta-zrcalo za slanje slike u okular tražioca. Danas u doba digitalnih SLR fotoaparata pentaprizma se može naći samo kod naprednijih modela fotoaparata, dok se penta-zrcalo koristi kod jeftinijih inačica fotoaparata.

#### Zatvarač
Gotovi svi moderni SLR-ovi koriste zatvarač u blizini filma ili senzora, čime je onemogućen dolazak svjetlosti do filma ili senzora čak i kad je objektiv uklonjen s fotoaparata. Svjetlost do filma ili senzora može doći samo kada je pritisnuta tipka za okidanje.
U doba ranih SLR fotoaparata zatvarač se sastojao od dvije platnene zavjese koje su se gibale vodoravno ispred filma. Duljina izloženosti filma svjetlosti (ekspozicija) se određivala udaljenošću između te dvije zavjese. U slučaju dugih ekspozicija cijela površina filma je bila osvijetljena, dok su kod kratkih ekspozicija zavjese zatvarača formirale tanku okomitu pukotinu koja se gibala vodoravno po filmu. Kod nekih fotoaparata (Nikon F) koristile su se metalne folije kao materijal zavjesa zatvarača.
U 80im godinama 20. stoljeća počeli su se pojavljivati okomiti zatvarači. Zbog kraćeg puta koju si morali putovati (24mm umjesto 36mm) oni su omogućili kraće ekspozicije. Njihov princip rada je isti kao i kod vodoravnih zatvarača, samo što su sada zavjesice putovale okomito u odnosu na film i kod kratkih ekspozicija su formirale vodoravne pukotine. U modernim SLR fotoaparatima zavjese zatvarača se izrađuju od metala, uglavnom aluminijskih legura.
Neki od fotoaparata, poput Olympus PEN-a koristili su rotirajući zatvarač. Takav zatvarač se sastoji od jedne metalne zavjese s fiksnim otvorom. Korištenje ovakvog zatvarača omogućilo je postizanje sinkronizacije s bljeskalicom pri ekspozicija od čak 1/500 sekunde.
Centralni zatvarač (eng: Leaf shutter) se uglavnom koristio kod fotoaparata velikog formata gdje bi običan zatvarač (vodoravni ili okomiti) bio prevelik i prespor. Centralni zatvarači su se ugrađivali u objektive, a sam fotoaparat je, ovisno o proizvođaču, mogao imati pomoćni zatvarač koji će blokirati dolazak svjetla do fotosenzora. Korištenje centralnog zatvarača omogućavalo je velike brzine sinkronizacije s bljeskalicama pri duljini ekspozicije od 1/500 ili kraće. Zbog navedenog razloga fotoaparati s centralnim zatvaračem su bili poželjniji kod studijskih snimatelja koji su koristili bljeskalice u velikoj mjeri.

### Kasniji razvoj SLR fotoaparata
S razvojem tehnologija razvijale su se i SLR fotoaparati. Tako su fotoaparati u 60im godinama 20. stoljeća dobili svjetlomjere. U kombinaciji se mikroprocesorima, svjetlomjeri su se počeli 70ih godina koristiti za određivanje automatske ekspozicije.
Sustav automatskog izoštravanja slike prvi je predstavio Pentax 1981. u fotoaparatu Pentax ME-F. Sustav se nije pokazao previše uspješnim niti dovoljno brzim. Minolta je 1985. prva predstavila praktičan sustav automatskog izoštravanja (autofokusa) u kombinaciji s automatskim premotavanjem filma. Te dvije karakteristike postale su standardne u narednim godinama.
Kodak je 1991. predstavio Kodak DSC-100, prvi digitalni SLR (DSLR) s 1.3 megapiskelnim senzorom. Kroz sljedećih 10 godina paralelno se nastavio razvoj analognih i digitalnih SLR fotoaparata, sve dok u prvom desetljeću 21. stoljeća DSLR-ovi nisu preuzeli primat. Razvoj digitalne tehnologije omogućio je DSLR fotaparatima snimanje filmova, prikaz slike koju vidi senzor (live view), brže uzastopno fotografiranje i niže cijene. Danas SLR fotoaparati nisu više samo izbor profesionalaca nego i ambicioznih amatera.